# Tinta de esmalte

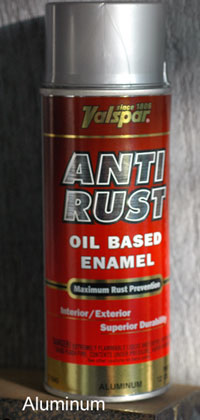
Lata de tinta de esmalte em aerossol

A Tinta de esmalte é uma designação genérica e popular que abrange todas as tintas que curam por simples evaporação do solvente e cuja resina está dissolvida no mesmo. O seu acabamento é opaco, duro e muito brilhante
O nome Esmalte deriva do facto deste tipo de tinta conferir um acabamento muito brilhante, muito similar aos esmaltes vítreos, apesar de a sua composição, propriedades e processo de fabrico ser muito distinto.
Devido ao facto de o filme sólido que se forma após evaporação do solvente poder ser novamente dissolvido pelo solvente, os esmaltes não são adequados em aplicações onde a resistência química da tinta é importante. No entanto possuem uma boa resistência aos raios ultravioleta.
Os Esmaltes podem ser de base solvente ou de base aquosa.
- No caso de Esmaltes de base solvente, ou sintéticos, o seu nome técnico é Tinta Alquídica ou tinta de óleo;
- No caso de esmaltes de base aquosa, o seu nome técnico é Tintas Acrílicas ou Tintas de Látex.
- Existe também a tinta esmalte martelado que é muito resistente ideal para aplicar em metais.

Em ambos os casos, as tintas de esmalte são tintas mono-componentes, que estão prontas a usar após serem devidamente agitadas, sendo por isso preferidas em utilizações feitas por não profissionais.
Devido ao facto de os esmaltes não possuírem grande resistência química, hoje em dia a sua utilização está restringida a aplicações para o interior de habitações e edifícios, ou no casco e superestruturas de navios, devido à facilidade com que qualquer membro da tripulação possa realizar reparações de pintura.
Ultimamente, porém, o termo esmalte tem vindo a ser aplicado como designação comercial de tintas bi-componentes de poliuretano de alto brilho.

## Aplicações
- Esmaltes para pavimentos – Usados em escadas, pavimentos de betão, caves, etc;
- Esmaltes de secagem rápida – Usados em electrodomésticos, repintura automóvel;
- Esmaltes de madeira – Usados tanto na pintura de superfícies de madeira, como na sua preservação;
- Esmaltes para Modelismo – Usados na pintura de maquetas de modelismo, tanto na versão alquíca como na versão de base de água (Acrílica).